# 東富丘仮乗降場

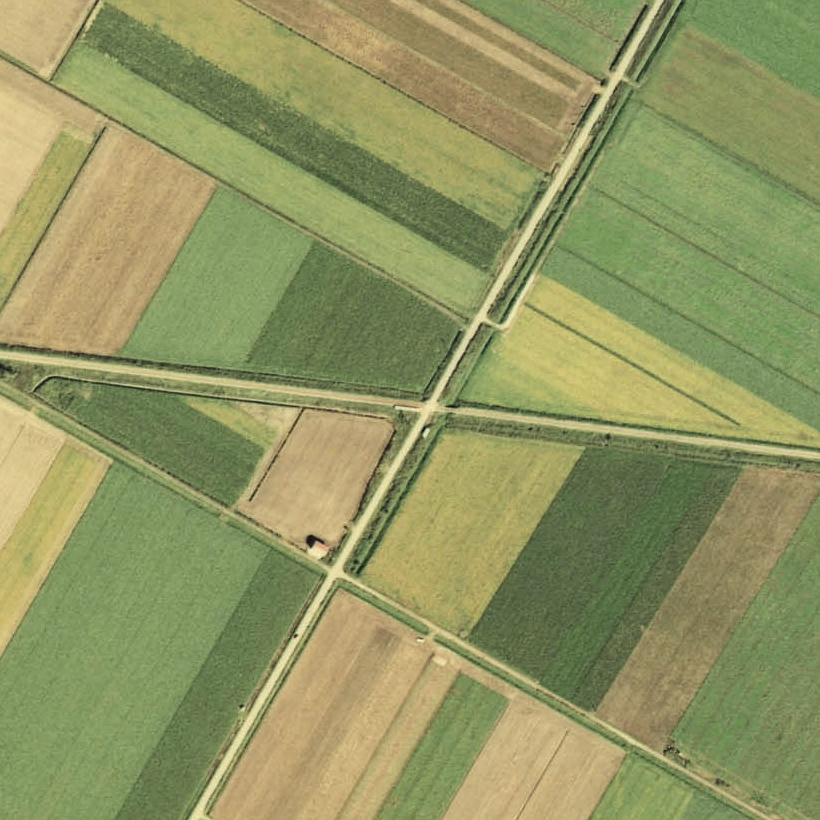
1977年の東富丘仮乗降場と周囲約500m範囲。右が網走方面。南にイワケシ山を望む常呂川下流の畑作地帯のど真ん中にポツンと設けられている。周囲の民家は互いに500mから1km程離れて点在する。

東富丘仮乗降場（ひがしとみおかかりじょうこうじょう）は、かつて北海道（網走支庁）常呂郡常呂町（現・北見市常呂町）富丘に設置されていた、日本国有鉄道（国鉄）湧網線の仮乗降場（廃駅）である。湧網線の廃線に伴い、1987年（昭和62年）3月20日に廃駅となった。
一部の普通列車は通過した（1986年（昭和61年）3月3日改正時点で、下り4本上り3本）。

## 歴史
- 1956年（昭和31年）5月1日 - 日本国有鉄道（国鉄）湧網線の東富丘仮乗降場（局設定）として、新設[1]。
- 1987年（昭和62年）3月20日 - 湧網線の全線廃止に伴い、廃駅となる[1]。

## 駅構造
廃止時点で、単式ホーム1面1線を有する地上駅であった。
廃止時まで仮乗降場であり、無人駅となっていた。

## 駅名の由来
当仮乗降場の所在地「富丘」の東に位置したために、「東」を冠した。

## 駅周辺
原野や畑が広がる。網走バスが運行する廃止代替バスなど、路線バスは道路事情の関係で近隣を走行しない。
- ライトコロ川[4]

## 駅跡
2011年（平成23年）時点では、鉄道関連の遺構は何も残されておらず、駅の設置場所が確認できるのみであった。

## 隣の駅
日本国有鉄道
湧網線 
北見富丘駅 - 東富丘仮乗降場 - 北見共立駅